# Alluaudomyia bertrandi
Alluaudomyia bertrandi is een muggensoort uit de familie van de knutten (Ceratopogonidae). De wetenschappelijke naam van de soort is voor het eerst geldig gepubliceerd in 1949 door Harant & Cellier.